# Premi Adonáis de poesia
El Premi Adonáis de Poesia és un guardó espanyol concedit anualment per Edicions Rialp a un poemari inèdit en llengua castellana. S'atorguen també diversos accèssits. El premi no té dotació econòmica, però sí que gaudeix d'un gran prestigi. Al guanyador se li edita el llibre i se li fa lliurament de cent exemplars del llibre més una escultura de Venancio Blanco; als accèssits se'ls lliuren cent exemplars del seu poemari editat. El premi es dictamina al desembre de cada any.
Creat l'any 1943, pren el seu nom de la col·lecció de l'editorial Biblioteca Hispànica que va dirigir Juan Guerrero Ruiz, qui va dirigir la col·lecció durant més de vint anys. En any 1946, la col·lecció passa a les mans d'Edicions Rialp, que manté la col·lecció. A José Luis Cano com a director li han seguit Luis Jiménez Martos i, després de la seva mort, Carmelo Guillén Acosta. Durant la seva primera època d'esplendor, va contribuir al llançament dels principals autors de la postguerra espanyola; després, a la Generació del 50 i al llançament de certs noms coetanis dels Nou novíssims poetes espanyols. El premi mai ha deixat de llançar nous valors de la poesia en castellà, fins i tot dels més coneguts, tant en els guanyadors: Luis García Montero, Joaquín Pérez Azaustre, Rubén Martín Díaz o Martha Asunción Alonso; com entre els accèssits: Beatriz Hernanz, Antonio Lucas, José Luis Rey, Raquel Lanseros o Francisco Onieva.

## Jurat
El jurat del premi ha estat format per grans figures de la poesia espanyola com Gerardo Diego, Claudio Rodríguez, Rafael Morales o José García Nieto. Actualment, el jurat l'integren, al costat del director de la col·lecció, els poetes Joaquín Benito de Lucas, Julio Martínez Mesanza, Eloy Sánchez Rosillo i Enrique García-Máiquez.

## Premiats
Entre els seus principals guanyadors destaquen José Hierro, Claudio Rodríguez o José Ángel Valente; entre els seus accèssits, Antonio Gala, Ángel González, Pedro Vergés o Antonio Pujols; i, fins i tot, entre els seus finalistes, Antonio Gamoneda.

### Relació d'autors i llibres premiats
- 1943 - José Suárez Carreño (Espanya), Edad del hombre; Vicente Gaos (Espanya), Arcángel de mi noche; Alfonso Moreno (Espanya), El vuelo de la carne.
- 1944 - No concedit.
- 1945 - No concedit.
- 1946 - No concedit.
- 1947 - José Hierro (Espanya), Alegría.

- Accèssits: Concha Zardoya (Xile-Espanya), Dominio del llanto; Eugenio de Nora (Espanya), Contemplación del tiempo; Julio Maruri (Espanya), Los años.
- 1948 - No concedit.
- 1949 - Ricardo Molina (Espanya), Corimbo.

- Accèssits: Juan Ruiz Peña (Espanya), Vida del poeta; Ramón de Garciasol (Espanya), Del hombre.
- 1950 - José García Nieto (Espanya), Dama de soledad.

- Accèssits: Javier de Bengoechea (Espanya), Habitada claridad; Carlos Salomón (Espanya), La sed.
- 1951 - Lorenzo Gomis (Espanya), El caballo.

- Accèssits: José Manuel Caballero Bonald (Espanya), Las adivinaciones; Alfonso Albalá (Espanya), Umbral de armonía; Julián Andújar (Espanya), La soledad y el encuentro; Luis López Anglada (Espanya), La vida conquistada.
- 1952 - Antonio Fernández Spencer (República Dominicana), Bajo la luz del día.

- Accèssits: Salvador Pérez Valent (Espanya), Por tercera vez; Susana March (Espanya), La tristeza; Jaime Ferrán (Espanya), Desde esta orilla; Jesús López Pacheco (Espanya), Dejad crecer este silencio.
- 1953 - Claudio Rodríguez (Espanya), Don de la ebriedad.

- Accèssits: Pino Ojeda (Espanya), Como el fruto en el árbol; Pilar Paz Pasamar (Espanya), Los buenos días.
- 1954 - José Ángel Valente (Espanya), A modo de esperanza.

- Accèssits: Carlos Murciano (Espanya), Viento en la carne; José Agustín Goytisolo (Espanya), El retorno.
- 1955 - Javier de Bengoechea (Espanya), Hombre en forma de elegía.

- Accèssits: María Beneyto (Espanya), Tierra viva; Ángel González (Espanya), Áspero mundo.
- 1956 - María Elvira Lacaci (Espanya), Humana voz.

- Accèssits: Salustiano Masó (Espanya), Contemplación y aventura; Fernando Quiñones (Espanya), Cercanía de la gracia.
- 1957 - Carlos Sahagún (Espanya), Profecías del agua.

- Accèssits: Joaquín Fernández (Espanya), Sin vuelta de hoja; Eladio Cabañero (Espanya),Una señal de amor
- 1958 - Rafael Soto Vergés (Espanya), La agorera.

- Accèssits: Enrique Molina Campos (Espanya), La puerta; Antonio Murciano (Espanya), La semilla.
- 1959 - Francisco Brines (Espanya), Las brasas.

- Accèssits: Luis Martínez Drake (Espanya), La yerba; Antonio Gala (Espanya), Enemigo íntimo.
- 1960 - Mariano Roldán (Espanya), Hombre nuevo.

- Accèssits: Salustiano Masó (Espanya), Historia de un tiempo futuro; Ernesto Contreras (Espanya), Interior con figuras.
- 1961 - Luis Feria (Espanya), Conciencia.

- Accèssits: Juan Antonio Castro (Espanya), Tiempo amarillo; Julia Uceda (Espanya), Extraña juventud.
- 1962 - Jesús Hilario Tundidor (Espanya), Junto a mi silencio.

- Accèssits: Ricardo Defarges (Espanya), El arbusto; Manuel Padorno (Espanya), A la sombra del mar.
- 1963 - Félix Grande Lara (Espanya), Las piedras.

- Accèssits: Manuel Álvarez Ortega (Espanya), Invención de la muerte; Elena Andrés (Espanya), Dos caminos.
- 1964 - Diego Jesús Jiménez (Espanya), La ciudad.

- Accèssits: César Aller (Espanya), Libro de elegías; Antonio Hernández (Espanya), El mar es una tarde con campanas.
- 1965 - Joaquín Car Romero (Espanya), El tiempo en el espejo.

- Accèssits: Vicente García Hernández (Espanya), Los pájaros; Francisco Carrasco Heredia (Espanya), Las raíces.
- 1966 - Miguel Fernández (Espanya), Sagrada materia.

- Accèssits: Juan Van-Halin (Espanya), La frontera; José Roberto Cea (El Salvador), Códice liberado.
- 1967 - Joaquín Benito de Lucas (Espanya), Materia de olvido.

- Accèssits: Ángel García López (Espanya), Tierra de nadie; Antonio López Luna (Espanya), Memoria de la muerte; Marcos Ricardo Barnatán (Argentina-Espanya), Los pasos perdidos.
- 1968 - Roberto Sosa (Honduras), Los pobres.

- Accèssits: Eugenio Padorno (Espanya), Metamorfosis; Antonio Colinas (Espanya), Preludios a una noche total.
- 1969 - Ángel García López (Espanya), A flor de piel.

- Accèssits: Manuel Ríos Ruiz (Espanya), Amores con la tierra; Pablo Armando Fernández (Espanya), Un sitio permanente.
- 1970 - Pureza Canelo (Espanya), Lugar común.

- Accèssits: Paloma Palao (Espanya), El gato junto al agua; Justo Jorge Padrón (Espanya), Los oscuros fuegos; José Luis Núñez (Espanya), Los motivos del tigre.
- 1971 - José Infante (Espanya), Elegía y no.

- Accèssits: Rafael Talavera (Espanya), Tres poemas y calcomanías; José María Bermejo (Espanya), Epidemia de nieve.
- 1972 - José Luis Alegre Cudós (Espanya), Abstracción de Mío Cid con Cid Mío.

- Accèssits: José María Prieto (Espanya), Círculo ciego; Enrique Gracia (Espanya), Encuentros.
- 1973 - José Antonio Moreno Jurado (Espanya), Ditirambos para mi propia burla.

- Accèssits: Antonio Quintana (Espanya), El ojo único del unicornio; Antonio Domínguez Rey (Espanya), Garlopa marina.
- 1974 - Julia Castillo (Espanya), Urgencias de un río interior.

- Accèssits: Francisco García Marquina (Espanya), Liber usualis officii et orationum; Emilio Sola (Espanya), La isla.
- 1975 - Ángel Sánchez Pascual (Espanya), Ceremonia de la inocencia.

- Accèssits: Alfredo J. Ramos Campos (Espanya), Esquinas del destierro; Antolín Iglesias Páramo (Espanya), Afueras del Edén.
- 1976 - Jorge G. Aranguren (Espanya), De fuegos, tigres, ríos.

- Accèssits: Carmelo Guillén Acosta (Espanya), Envés del existir; Pedro Vergés (Espanya), Durante los inviernos.
- 1977 - Eloy Sánchez Rosillo (Espanya), Maneras de estar solo.

- Accèssits: Luis de Paola (Espanya), Música para películas mudas; María Rosa Vicente (Espanya), Canto de la distancia.
- 1978 - Arcadio López-Casanova (Espanya), La oscura potestad.

- Accèssits: Ana María Navales (Espanya), Mester de amor; Carlos Clementson (Espanya), De la tierra, del mar y otros caminos.
- 1979 - Laureano Albán (Costa Rica), Herencia del otoño.

- Accèssits: Rosa María Echevarría (Espanya), Arquíloco o nuestra propia voz; Pedro J. de la Peña (Espanya), Teatro del sueño; Miguel Velasco (Espanya), Sobre el silencio y otros llantos.
- 1980 - Blanca Andreu (Espanya), De una niña de provincias que vino a vivir en un Chagall.

- Accèssits: Salvador García Jiménez (Espanya), Épica de náufrago; José María Parreño (Espanya), Instrucciones para blindar un corazón.
- 1981 - Miguel Velasco (Espanya), Las berlinas del sueño.

- Accèssits: Julieta Dobles (Costa Rica), Hora de lejanías; Rafael Duarte (Espanya), Los viejos mitos del asombro.
- 1982 - Luis García Montero (Espanya), El jardín extranjero.

- Accèssits: Fernando Beltrán (Espanya), Aquelarre en Madrid; Amparo Amorós (Espanya), Ludia.
- 1983 - Javier Peñas Navarro, Adjetivos sin agua, adjetivos con agua.

- Accèssits: Carmen Pallarés (Espanya), La llave del grafito; Basilio Sánchez (Espanya), A este lado del alba.
- 1984 - Amalia Iglesias Serna (Espanya), Un lugar para el fuego.

- Accèssits: José Luis V. Ferris (Espanya), Cetro de cal; Antonio del Camino (Espanya), Del verbo y la penumbra.
- 1985 - Juan Carlos Mestre (Espanya), Antífona de otoño en el valle del Bierzo.

- Accèssits: María del Mar Alférez (Espanya), Criptoepístola de azares; Federico Gallego Ripoll (Espanya), Crimen pasional en la Plaza Roja.
- 1986 - Juan María Calles (Espanya), Silencio celeste.

- Accèssits: José Luis Puerto (Espanya), Un jardín al olvido; Pedro González Moreno (Espanya), Pentagrama para escribir silencios.
- 1987 - Francisco Serradilla (Espanya), El bosque insobornable.

- Accèssits: Rosana Acquaroni (Espanya), Del mar bajo los puentes; Mª Luisa Mora Alameda (Espanya), Este largo viaje hacia la lluvia; Carmina Casala (Espanya), Lava de labios.
- 1988 - Miguel Sánchez Gatell, La soledad absoluta de la tierra.

- Accèssits: José Luis Díaz (Espanya), Los pasos de la ceniza; Alberto Martín Méndez (Espanya), Biografía de un traficante de no sé.
- 1989 - Juan Carlos Marset (Espanya), Puer profeta.

- Accèssits: Aurora Luque (Espanya), Problemas de doblaje; Francisco M. Monterde (Espanya), Penúltima lectura del silencio.
- 1990 - Diego Doncel (Espanya), El único umbral.

- Accèssits: Fermín Gámez (Espanya), Efecto invernadero; José María Muñoz Quirós (Espanya), Ritual de los espejos.
- 1991 - Jesús Javier Lázaro Puebla (Espanya), Canción para una amazona dormida.

- Accèssits: Mar García Lozano (Espanya), Los mercaderes; Miguel Argaya (Espanya), Geometría de las cosas irregulares.
- 1992 - Juan Antonio Marín Alba (Espanya), El horizonte de la noche.

- Accèssits: Aurelio González Ovies (Espanya), Vengo del Norte; Enrique Ortiz Sierra (Espanya), Extraño abordaje.
- 1993 - María Luisa Mora Alameda (Espanya), Busca y captura.

- Accèssits: Berta Serra Manzanares (Espanya), Frente al Mar de Citerea; Enrique Falcón (Espanya), La marcha de 150.000.000.
- 1994 - Ana Merino (Espanya), Preparativos para un viaje.

- Accèssits: Juan Fco. Lorenzo (Espanya), Menú de día; Jesús Losada (Espanya), Huerto cerrado del amor.
- 1995 - Eduardo Moga (Espanya), La luz oída.

- Accèssits: Beatriz Hernanz (Espanya), La vigilia del tiempo; Antonio Lucas (Espanya), Antes del mundo.
- 1996 - Rosario Neira (Espanya), No somos ángeles.

- Accèssits: Ángel Luján (Espanya), Días débiles; José Luis Rey (Espanya), Un evangelio español.
- 1997 - Luis Martínez-Falero (Espanya), Plenitud de la materia.

- Accèssits: Fermin Gámez (Espanya), Arcana certidumbre; May Judith Serrano (Espanya), Huerto cerrado del amor; Pedro J. Alonso (Espanya), Sólo la ausencia.
- 1998 - Luis Enrique Belmonte (Veneçuela), Inútil registro.

- Accèssits: José Luis López Bretones (Espanya), El lugar de un extraño; Raúl Borrás (Espanya), Diluvio en la mirada.
- 1999 - Irene Sánchez Carrón (Espanya), Escenas principales de actor secundario.

- Accèssits: Laura Moll (Espanya), Océano y otros poemas; Álvaro Fierro (Espanya), Tan callando.
- 2000 - Joaquín Pérez Azaústre (Espanya), Una interpretación (64 páginas, ISBN 84-321-3332-9).

- Accèssits: Miguel Ángel Curiel (Espanya), El verano; Catalina Morato (Espanya), El huso y la palabra; Juan Carlos Abril (Espanya), El laberinto azul.
- 2001 - José Antonio Gómez-Coronado (Espanya), El triunfo de los días.

- Accèssits: Javier Cano (Espanya), Lugares para un exilio; Rafael Antúnez (Espanya), Nada que decir.
- 2002 - Adrián González da Costa (Espanya), Rua dos douradores.

- Accèssits: Modesto Calderón (Espanya), Venenos de la rosa; José Luis Gómez Toré (Espanya), He heredado la noche.
- 2003 - Javier Vela (Espanya), La hora del crepúsculo.

- Accèssits: Antonio Aguilar Rodríguez (Espanya), Allí donde no estuve; Ana Isabel Conejo (Espanya), Vidrios, vasos, luz, tardes.
- 2004 - José Martínez Ros (Espanya), La enfermedad.

- Accèssits: Jesús Beades (Espanya), La ciudad dormida; Paolo Álvarez Correyero (Espanya), Hoy cumplo 16.
- 2005 - Carlos Vaquerizo (Espanya), Fiera venganza del tiempo.

- Accèssits: Raquel Lanseros (Espanya), Diario de un destello; Juan Meseguer (Espanya), Bancos de arena.
- 2006 - Jorge Galán, psuedònim de George Alexander Portillo (El Salvador), Breve historia del Alba.

- Accèssits: Francisco Onieva (Espanya), Perímetro de la tarde; Antonio Praena (Espanya), Poemas para mi hermana.
- 2007 - Teresa Soto González (Espanya), Un poemario (Imitación de Wislawa).

- Accèssits: Diego Vaya (Espanya), El libro del viento; Pablo Moreno Prieto (Espanya), Discurso de la ceniza.
- 2008 - Rogelio Guedea (Mèxic), Kora.

- Accèssits: María Eugenia Reyes Lindo (Espanya), El fabricante de ruinas; Alfredo Juan Félix-Díaz (México), Si resistimos.
- 2009: Rubén Martín Díaz (Espanya), El minuto interior.[1]

Accèssits: Verónica Aranda, Cortes de luz; Daniel Casado, Oscuro pez del fondo; Mario Lourtau, Quince días de fuego.
- 2010: José Gutiérrez Román (Espanya), Los pies del horizonte.

Accèssits: Francisco Javier Burguillo López, Musa de fuego; Alberto Chessa, La osamenta.
- 2011: Jesús Bernal (Espanya), Hombre en la niebla.[3]

Accèssits: Vanesa Pérez-Sauquillo, Climax road; Ruth Miguel Franco, La muerte y los hermanos.
- 2012: Martha Asunción Alonso (Espanya), La soledad criolla.

Accèssits: Rocío Arana Caballero, La llave dorada; Ángel Talián, La vida panorámica.
- 2013: Joaquín Moreno Pedrosa (Espanya), Largo viaje.

Accèssits: Lutgardo García Díaz, La viña perdida; Juan Meseguer, Áspera nada.
- 2014: Constantino Molina Monteagudo (Espanya), Las ramas del azar[4]

Accèssits: José Antonio Pérez-Robleda, Mitología intima; Nilton Santiago, A otro perro con este hueso.
- 2015: Rodrigo Sancho Ferrer (Espanya), Vaho.

Accèssits: Magdalena Camargo Lemieszek (Panamà), La doncella sin manos; Nelo Curti (Uruguai), El lujo de ponernos tristes.